# Savudrija
Savudrija (wł. Salvore) – wieś w Chorwacji, w żupanii istryjskiej, w mieście Umag. W 2011 roku liczyła 253 mieszkańców.

## Charakterystyka
Miejscowość położona jest na półwyspie Istria, 7 km na północny zachód od Umagu, w pobliżu najdalej na zachód wysuniętego punktu Chorwacji (przylądka Lako).
Miejscowa gospodarka oparta jest na turystyce, rolnictwie i rybołówstwie.